# Júlio César de Souza Santos
Júlio César de Souza Santos (São Paulo, Brasil, 27 de octubre de 1984) es un futbolista brasilero. Juega de portero y su actual equipo es el Red Bull Bragantino del Campeonato Brasileño de Serie A.

## Clubes
| Club                | País   | Año           |
| ------------------- | ------ | ------------- |
| Corinthians         | Brasil | 2005-2014     |
| Náutico (préstamo)  | Brasil | 2014          |
| Náutico             | Brasil | 2015-2016     |
| Santa Cruz          | Brasil | 2017-2018     |
| Red Bull Brasil     | Brasil | 2018-2019     |
| Red Bull Bragantino | Brasil | 2019-presente |

## Palmarés

### Campeonatos estatales
| Título              | Club        | Estado    | Año  |
| ------------------- | ----------- | --------- | ---- |
| Campeonato Paulista | Corinthians | São Paulo | 2009 |
| Campeonato Paulista | Corinthians | São Paulo | 2013 |

### Campeonatos nacionales
| Título         | Club        | País   | Año  |
| -------------- | ----------- | ------ | ---- |
| Brasileirao    | Corinthians | Brasil | 2005 |
| Série B        | Corinthians | Brasil | 2008 |
| Copa de Brasil | Corinthians | Brasil | 2009 |
| Brasileirao    | Corinthians | Brasil | 2011 |

### Copas internacionales
| Título                            | Club        | Sede            | Año  |
| --------------------------------- | ----------- | --------------- | ---- |
| Copa Libertadores                 | Corinthians | América del Sur | 2012 |
| Copa Mundial de Clubes de la FIFA | Corinthians | Japón           | 2012 |
| Recopa Sudamericana               | Corinthians | América del Sur | 2013 |